# Alma (Supermarkt)
Die Alma Market SA war ein polnisches Einzelhandelsunternehmen. Das auf Delikatessen, Feinkost und Lebensmittel spezialisierte Unternehmen betrieb landesweit Supermärkte unter dem Namen Alma (Eigenschreibweise: alma). Sitz der Kette war in Krakau. Das Unternehmen wurde im Zuge der im November 2017 rechtskräftigen Insolvenz liquidiert.

## Geschichte

### Geschichte der Vorläufer (1945–1989)

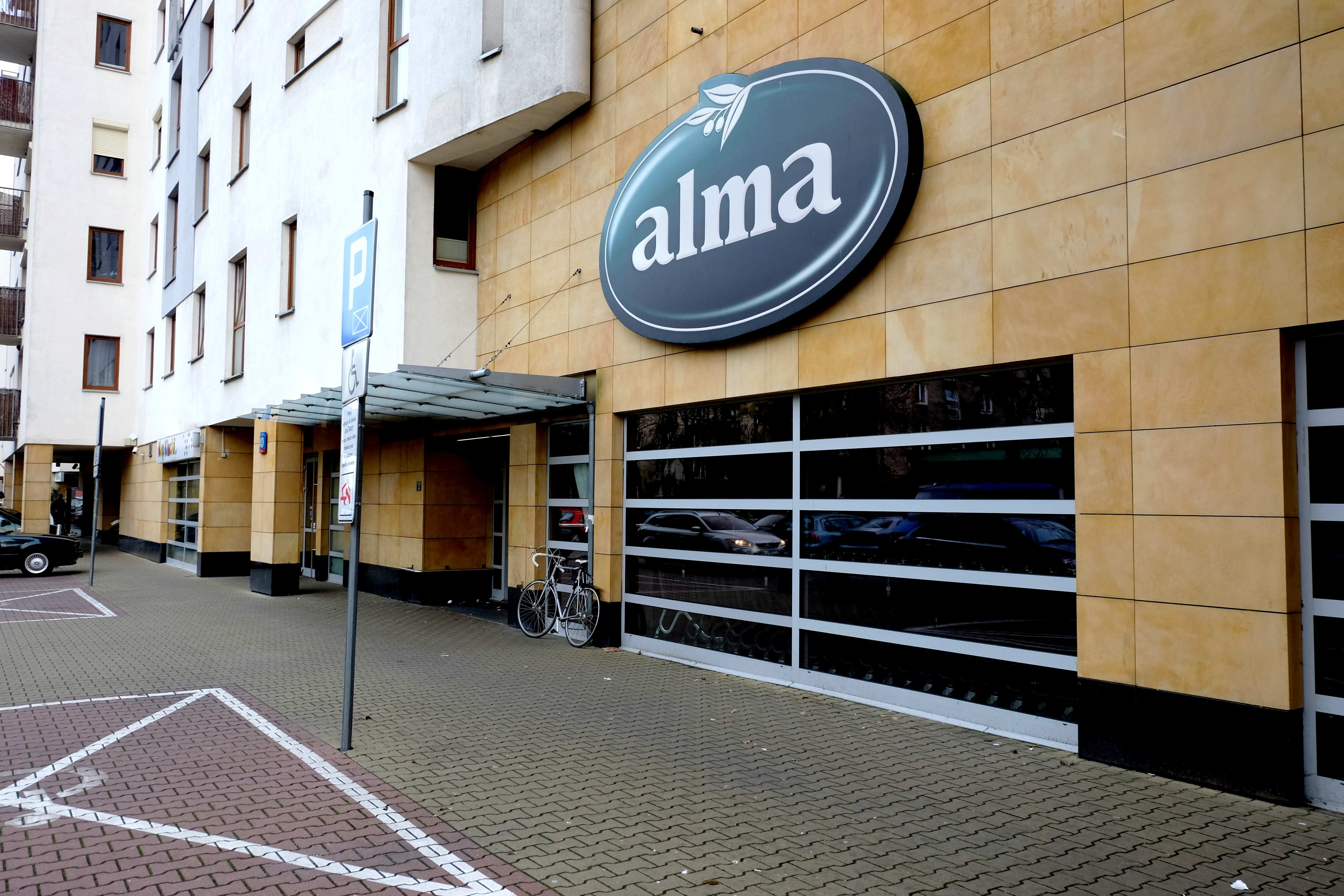
Alma-Markt in Warschau, 2016

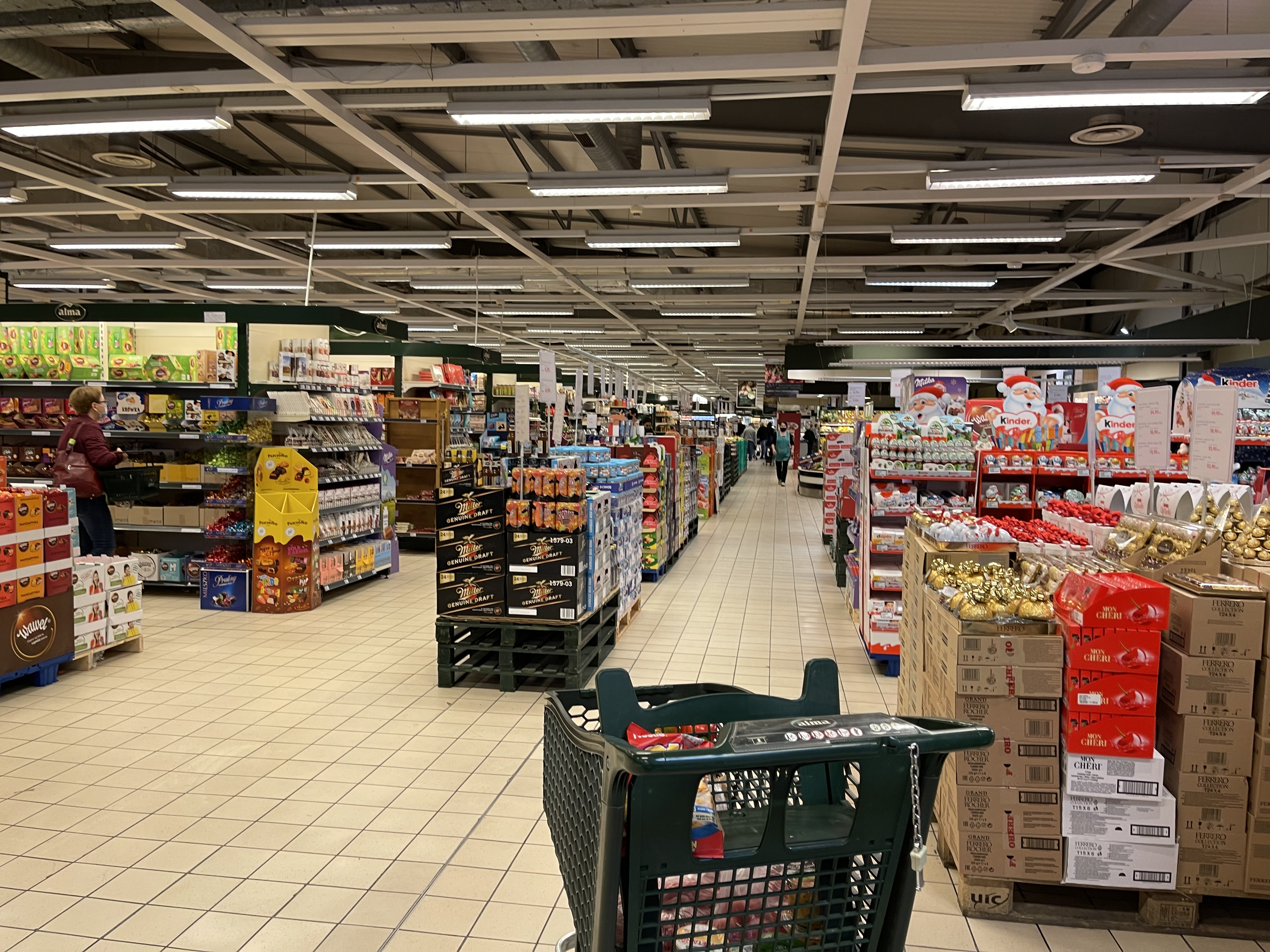
Innenansicht des Krakauer Alma-Marktes im Jahr 2021

Die Geschichte des Unternehmens reicht bis in die frühe Nachkriegszeit zurück. 1945 wurde das Bezirksdepot der Chemieindustrie in Krakau gegründet, zehn Jahre später der Woiwodschaftsgroßhandel für Chemieindustrie. Der Woiwodschaftsgroßhandel wurde 1976 in eine staatliche Chemiehandelsgesellschaft namens Chemia umgewandelt.

### Unternehmensgründung und Anfänge im Einzelhandel (1990–2004)
Der Einstieg ins Handelsgeschäft erfolgte 1990, mit der Umwandlung der Chemia in die private Aktiengesellschaft Handlowa „KrakChemia SA“. Die Eintragung des Unternehmens erfolgte im Folgejahr. Aktien der Gesellschaft wurde ab 1994 ausgegeben, am 28. Juli 1994 erfolgte die Notierung an der Warschauer Börse. Im Jahr 1995 eröffnete man den ersten Alma-Markt in Krakau. Das Großhandelsgeschäft wurde 2000 in eine separate Gesellschaft ausgegliedert. Zum 20. Mai 2004 wurde der Unternehmensname in Alma Market SA geändert.

### Weitere Entwicklung und erste Verluste (2005–2015)
Eine erste Handelsmarke wurde im März 2007 eingeführt. Die im Premiumsegment angesiedelte Marke Krakowski Kredens bot Lebensmittel in verschiedenen Warengruppen an. Das im Mai 2007 ursprünglich als Tochtergesellschaft von Alma gegründete Unternehmen Krakowski Kredens Tradycja Galicyjska S.A. besteht bis heute und betreibt neben der Eigenmarke 45 Geschäfte. Im Oktober 2009 betrieb Alma landesweit fast 30 Filialen. Am 28. September 2011 eröffnete mit dem ersten Markt in Stettin zeitgleich der erste Standort in der Woiwodschaft Westpommern. Es war der insgesamt 31. Markt der Kette. Im Rahmen der Fußball-Europameisterschaft 2012, die in Polen und der Ukraine stattfand, wurden innerhalb der Filialen spezielle Fanzonen eingerichtet, in denen Produkte, die vor allem für Fußballfans geeignet waren, gebündelt angeboten wurden. Im November 2012 folgte eine zweite Handelsmarke mit dem Namen Food & Joy. Unter dem gleichen Namen eröffnete im selben Monat ein Convenience-Store in Warschau. Das Geschäftsjahr 2013 konnte letztmalig mit einem Gewinn abgeschlossen werden. Bei einem Umsatz von 1,62 Milliarden Złoty belief sich der Gewinn auf 10,5 Millionen Złoty. Im Geschäftsjahr 2014 wurde erstmals ein Nettoverlust, in Höhe von 11,6 Millionen Złoty ausgewiesen. Für Franchiser wurde im Dezember 2014 ein eigenes Konzept unter den Namen Alma Smart entwickelt. Der erste der vor allem als Convenience-Store bzw. Nahversorger ausgelegten Märkte eröffnete am 14. August 2015 in Bochnia. Langfristig waren rund 200 Alma Smart-Filialen, in Großstadtzentren und in Wohnsiedlungen mit rund 200 bis 400 m² Verkaufsfläche und rund 8.000 angebotenen Artikeln, geplant. Im März 2015 betrieb Alma landesweit 46 Filialen, im Juni 2015 wurden in je einer Filiale in Krakau und Lublin SB-Kassen installiert. Unter dem Namen Solidarność wurde im Juni 2015 ein Betriebsrat gegründet, um die Arbeitsbedingungen der Mitarbeiter zu verbessern. Zu diesem Zeitpunkt wurden über 2.960 Mitarbeiter beschäftigt. Der Food & Joy-Markt in Warschau wurde bis Ende September 2015 geschlossen.

### Restrukturierung und Insolvenz (2016–2017)
Mit einer Eröffnung eines neuen Marktes in der Nähe von Krakau konnte die Anzahl der Filialen Anfang Juli 2016 auf 50 erhöht werden. Die Bank Dom Maklerski Banku Ochrony Środowiska sprach am 4. August 2016 keine Empfehlung für das Unternehmen mehr aus. Es könne keine Aussage zu Gewinnen und den finanziellen Auswirkungen dazu getroffen werden. Die Gesellschaft begann strategische Optionen, einschließlich der Suche nach einem Investor, zu prüfen. Der Vorstand des Unternehmens entschied am 5. September 2016 einen Antrag auf die Eröffnung eines Umstrukturierungsverfahrens zu stellen. Hintergrund war der finanzielle Lage der Gesellschaft. Mit der Umstrukturierung sollte eine Insolvenz abgewendet werden. Darauf folgte die Ankündigung von betriebsbedingten Kündigungen, von denen bis zu 1.321 Mitarbeiter betroffen sein könnten. Am 12. Oktober 2016 wurde vom zuständigen Krakauer Gericht ein Sanierungsberater gestellt. Ende September 2016 betrieb Alma nur noch 42 Filialen, Ende Oktober 2016 nur noch 25. Im Vorfeld wurde das Filialnetz deutlich verkleinert und Standorte geschlossen. Da sich die wirtschaftliche Lage des Unternehmens weiter verschlechterte und eine endgültige Gerichtsentscheidung zum Umstrukturierungsverfahren ausblieb, wurde am 14. Oktober 2016 beschlossen ebenfalls einen Insolvenzantrag einschließlich der Liquidation der Vermögenswerte zu stellen. Auch der Onlineshop alma24.pl wurde zum 27. Oktober 2016 geschlossen. Weitere Filialen wurden bis Mitte November 2016 aufgegeben, darunter auch der Alma Smart-Standort. Am 14. November 2016 belief sich die Anzahl der Märkte auf 16. Die Bank Powszechna Kasa Oszczedności Bank Polski kündigte am 10. Dezember 2016 bestehende Darlehensverträge mit dem Unternehmen. Innerhalb der Kündigungsfrist von sieben Tagen wurden Rückzahlungsforderungen von 60.884.107,17 Złoty (inkl. Zinsen) gestellt. Die Filialanzahl reduzierte sich bis Mitte Februar 2017 weiter, auf nur noch vier Standorte. Ab dem 7. Februar 2017 hatte das Unternehmen bereits keinen Aufsichtsrat mehr. Das Gericht entschied am 10. Februar 2017 das Umstrukturierungsverfahren einzustellen, darauf wurde wenig später Insolvenz angemeldet. Am 23. August 2017 wurde bekannt, dass das Unternehmen mit keiner Fortführung des Geschäftsbetriebs mehr rechne. Die Insolvenz wurde durch einen Beschluss des Krakauer Bezirksgericht am 21. November 2017 rechtskräftig.

### Vorübergehender Fortbestand der Marke (2017–2024)
Der erste Markt in Krakau bestand vorerst als Alma weiter, wurde dabei allerdings von der unabhängigen Alma Kraków sp. z o.o. betrieben. Die endgültige Schließung des Marktes erfolgte zum 27. April 2024.

## Handelsmarken
Alma führte verschiedene Handelsmarken. Ab März 2007 wurde mit Krakowski Kredens ein Sortiment, u. a. in den Bereichen Aufschnitte, Marmeladen, Suppen, Säfte und Tees geboten. Unter der im November 2012 eingeführten Handelsmarke Food & Joy wurden u. a. Milchprodukte, Grundnahrungsmittel wie Nudeln oder Reis, Saucen, Öle oder Weine geführt, zu Beginn mit über 100 Produkten. Im August 2015 bestand das Food & Joy-Sortiment aus rund 450 Artikeln.

## Kundenbindung
Unter dem Namen Klub Konesera betrieb Alma ein Kundenbindungsprogramm. Kunden hatten im Rahmen ihres Einkaufs die Möglichkeit Punkte zu sammeln. Für einen Einkaufswert von 10 Złoty gab es einen Punkt, speziell beworbene Produkte konnten zusätzliche Punkte bewirken. Es mussten ein Anmeldeformular ausgefüllt und Einkäufe von mindestens 200 Złoty getätigt werden, um Mitglied des Programms zu werden. Zusätzlich bestand die Strefa Gold genannte Gold-Zone, in der die für den Einkauf gutgeschriebenen Punkte um 25 Prozent höher gegenüber anderen Mitglieder war, aufzusteigen. Im Zuge der Insolvenz des Unternehmens war man seitens der Behörden verpflichtet worden, innerhalb von 60 Kalendertagen nach der Bekanntgabe das Programm einzustellen. Die Einstellung des Programms erfolgte zum 2. Dezember 2016.

## Stiftung
Mit der gegründeten Fundacja Alma „Pokochaj Życie” bestand eine Stiftung. Diese setzte sich für die Förderung eines gesunden Lebensstils, die Stärkung von Regionalität, die Finanzierung von Gemeinschaftsprojekten verschiedener Bereiche und die Unterstützung weiterer umweltschutztechnischer sowie kultureller, wissenschaftlicher und pädagogischer Belange ein.